# Farges-lès-Mâcon
Farges-lès-Mâcon är en kommun i departementet Saône-et-Loire i regionen Bourgogne-Franche-Comté i östra Frankrike. Kommunen ligger i kantonen Tournus som tillhör arrondissementet Mâcon. År 2022 hade Farges-lès-Mâcon 223 invånare.

## Befolkningsutveckling
Antalet invånare i kommunen Farges-lès-Mâcon
| Referens: INSEE |